# Фейсал бен Турки
Ас-Саид Фейсал бен Турки (араб. لسيد فيصل بن تركي‎; 1864, Маскат — 4 октября 1913) — правивший с 1888 и до 1913 года султан Маската и Омана.

## Биография
Фейсал бен Турки принадлежал к династии Саидидов, но и его мать, и мать его отца принадлежали к народу сурма. На престол взошёл 4 июня 1888 года, наследовав своему отцу, султану Турки ибн Саиду. В годы правления Фейсала длительное время не прекращались межплеменные распри в стране, в частности между родами хинави и гафири. Фейсалу, в конце концов, удалось прекратить их, однако незадолго до смерти султана, в мае 1913 года, избранный имамом Тануфа Саид ибн Рашид аль-Кариси вновь поднял восстание племён ханави и гафири против государственной власти.
В годы правления Фейсала бен Турки Маскат находился в сфере борьбы за влияние между Великобританией и Францией, в которой Великобритания одержала верх. В дальнейшем отношения между султаном и англичанами оставались сложными. В 1895 году Фейсал при помощи британских войск сумел подавить поднятое против него восстание, поддержанное его двоюродным братом, султаном Занзибара Хамадом ибн Тувайни. В течение всего своего правления Фейсалу приходилось пресекать заговоры и попытки своих родственников захватить власть в стране и свергнуть его с трона.
После того, как Занзибар прекратил выплату дани и пошлин в Оман, финансовое положение последнего оказалось в катастрофическом положении, что заставило султана искать более тесного сближения с англичанами. Одновременно с этим правительство Омана не устраивала резко антирабовладельческая позиция Англии. В 1891 году, согласно договору о протекторате, Оман становится формально подчинённым Великобритании.
В 1898 году, Фейсал бен Турки заключил договор с Францией, разрешив строительство французской углезаправочной станции в порту Бандар-аль-Джисса. Англия не могла позволить Оману такого самоуправства, британские военные корабли обстреляли дворец в Маскате, после чего Фейсал капитулировал и разорвал сотрудничество с Францией.
В религиозном отношении он придерживался, как и предыдущие правители из рода Саидидов, ислама ибадитского направления.
В 1903 году Фейсал бен Турки обратился к вице-королю Индии, лорду Керзону, с просьбой об отставке, которая, однако, не была принята. После смерти султана ему наследовал его старший сын, Теймур бин Фейсал (правил в 1913—1932).

## Награды
Фейсал бен Турки был награждён знаком Великого командора-рыцаря ордена Индийской империи, а также рядом восточных орденов и медалей, в том числе занзибарским орденом Похвальных деяний 1-й степени с бриллиантами, двумя золотыми медалями Делийского дарбара (в 1903 и 1911 годах).